# Binjei Baru
Binjei Baru is een bestuurslaag in het regentschap Batu Bara van de provincie Noord-Sumatra, Indonesië. Binjei Baru telt 4583 inwoners (volkstelling 2010).